# Чемпіонат Франції з тенісу 1920
Чемпіонат Франції з тенісу 1920 - 25-й розіграш Відкритого чемпіонату Франції. Це був перший турнір після 5-річної перерви, викликаної Першою світовою війною. Сюзанн Ленглен здобула перемоги в усіх трьох розрядах: одиночному, парному (з Елізабет д'Аєн) та міксті з Максом Декюжі. Крім мікста, Декюжі також виграв титул у парі з Морісом Жермо. Титул в парі став для нього уже тринадцятим, а титул в міксті - сьомим. Після цього він більше на Ролан Гаррос не перемагав. Чемпіоном серед чоловіків вдруге і також востаннє став Андре Гобер.

## Дорослі

### Чоловіки, одиночний розряд
Андре Гобер переміг у фіналі  Макса Декюжі, 6-3, 6-3, 2-6, 7-5

### Жінки, одиночний розряд
Сюзанн Ленглен перемогла у фіналі  Маргариту Брокдіс, 6-1, 7-5

### Чоловіки, парний розряд
Макс Декюжі /  Моріс Жермо

### Жінки, парний розряд
Сюзанн Ленглен /  Елізабет д'Аєн перемогли у фіналі пару  Жермен Голдінг /  Жанн Воссар 6–1, 6–1

### Змішаний парний розряд
Сюзанн Ленглен /  Макс Декюжі перемогли у фіналі пару  Марі Конке /  Марсель Дюпон 6–0, 6–3